# John Campbell Earl
John Campbell Earl (* 18. Mai 1890 in Adelaide; † 25. Dezember 1978 in Adelaide) war ein australischer Chemiker.

## Leben
John Campbell Earl besuchte die Grundschule in Adelaide. Als seine Eltern starben, wurde er nach England gebracht, um dort auf die Great Yarmouth Grammar School zu gehen. Nachdem er an dem City und Guilds Technical College in Finsbury (London) Chemie studiert hatte, arbeitete er von 1911 an am Imperial Institute in South Kensington. Im Jahre 1913 kehrte er nach Australien zurück, wo er als Assistenzleiter in der analytischen Chemie der University of Adelaide arbeitete. 1917 erhielt er einen Anruf, um als qualifizierter Chemiker in explosionsgefährdeten Firmen Britanniens zu arbeiten. Er war somit in Gretna (Schottland) stationiert. 1920 wechselte Earl an die University of St Andrews, um sich einer Forschungseinheit anzuschließen. Es folgte im Jahre 1922 ein Lehrauftrag der University of Sydney. 1938 heiratete Earl Winifred Kate Vincent Jones. Im selben Jahr wurde er Präsident der Royal Society of New South Wales. Earl war ein sehr guter und geschätzter Leiter vieler Studenten. Er vermittelte Kompetenzen wie klares Denken, hartes Arbeiten und Ausdauer. Auch wenn er als besonders rücksichtsvoll und hilfsbereit seinen Mitarbeitern gegenüber galt, vertrat er ungewöhnliche Ideen und Ansichten eine Universität zu leiten. Auf Grund wiederkehrender Meinungsverschiedenheiten mit dem Rektor der Universität und vielen anderen Kollegen, verabschiedete er sich bereits 1947 in den Ruhestand. Er zog mit seiner Frau nach Norfolk in England und ging seinem naturwissenschaftlichen Interesse am City College (Norwich) weiter nach, in dem er als Berater in einer Mälzerei und als Schriftsteller des British Chemical Abstracts arbeitete. Als seine Frau im Jahre 1967 starb, kehrte er nach Adelaide zurück. Dort verbrachte er die meiste seiner Zeit an der Universität, war Schauspielmeister (1969–1970) am Kathleen Lumley College, besuchte Symposia und publizierte gelegentlich Artikel.

## Forschung
Während der 1930er erforschte Earl Nitrosoverbindungen und entdeckte eine neue Klasse cyclischer Verbindungen – den Sydnonen. 1935 publizierte er seine Entdeckung im Journal of the Chemical Society und erhielt die H. G. Smith-Medaille des Royal Australian Chemical Institute. Ab 1939 fokussierte er sich bei seinen Forschungen auf Projekte, die der Abwehr dienten. Dabei assistierte er somit der Regierung und entwickelte Präparate wie Antiseptika und Proflavine, Präparate für Kriegswunden, eine große Anzahl der Präparate der Britischen Anti-Lewisite, die Zusammensetzung bunten Rauchs für effektive Signalkommunikation unter Dschungelbedingungen, die industrielle Produktion von Dimethylanilin für die Umsetzung zu Sprengstoffen, Tetryl und die Entwicklung eines praktischen Prozesses für die schnelle Reproduktion von Karten und maschinellen Zeichnungen. In Erinnerung an seine Arbeiten wurde er ein Mitglied der Society of Chemical Industry in London.